# 35 Rhums
Pour plus de détails, voir Fiche technique et Distribution.
35 Rhums est un film français de Claire Denis sorti en 2008.
Il est présenté hors compétition lors de la Mostra de Venise le 31 août 2008,.
Histoire intimiste décrivant les relations, dans la communauté antillaise vivant en banlieue parisienne, d'un père veuf et de sa fille au moment où celle-ci doit prendre son autonomie et se construire comme jeune femme, l'œuvre, fortement inspirée des films du cinéaste japonais Yasujirō Ozu, a été particulièrement bien reçue par la critique, notamment étrangère.

## Synopsis
Veuf, Lionel — un conducteur de RER sur une ligne de banlieue au nord de Paris —, a élevé seul sa fille Joséphine dans une cité de banlieue du nord de Paris. Des liens exclusifs se sont ainsi établis entre le père et sa fille. Joséphine a maintenant grandi et est devenue une jeune femme. Noé, un jeune homme vivant lui aussi seul depuis la mort de ses parents, semble traîner une vie un peu désabusée, faite de missions à l'étranger et de retours dans cet immeuble où sa seule raison de rester est son voisinage avec Joséphine. Lionel réalise qu'il est nécessaire que sa fille s'éloigne de lui pour prendre sa liberté et vivre sa propre vie. Cette séparation est un passage difficile pour tous les deux après avoir été si proches.

## Fiche technique
- Titre : 35 Rhums
- Titres à l'international : 35 Shots of Rum
- Réalisation : Claire Denis
- Scénario : Claire Denis et Jean-Pol Fargeau
- Photographie : Agnès Godard
- Décors : Arnaud de Moléron et Boris Piot
- Costumes : Judy Shrewsbury
- Son : Martin Boissau
- Montage : Guy Lecorne
- Mixage : Dominique Hennequin
- Musique originale : Tindersticks (Stuart Staples et David Boulter[3])
- Production déléguée : Bruno Pésery
- Coproduction : Karl Baumgartner, Christoph Friedel et Claudia Steffen
- Sociétés de production : Soudaine Compagnie et collaboration avec Arte France Cinéma et Pandora Film Produktion
- SOFICA : Cofinova 4
- Société de distribution : Wild Bunch Distribution (France)
- Budget de production : 3 599 757 euros[4]
- Pays de production :  France -  Allemagne
- Langue originale : français et allemand
- Format : couleur — 35 mm[5] — 1,85:1 — son Dolby Digital
- Durée : 100 minutes
- Dates de sortie[6] : 
  - Italie : 31 août 2008 (Mostra de Venise)[1],[2]
  - Canada : 5 septembre 2008 (Festival international du film de Toronto)[7]
  - France : 18 février 2009
  - Allemagne : 5 mars 2009
  - Belgique : 3 juin 2009

## Distribution
- Alex Descas : Lionel
- Mati Diop : Joséphine
- Nicole Dogué : Gabrielle Prézeau
- Grégoire Colin : Noé
- Julieth Mars-Toussaint : René
- Ingrid Caven : la tante allemande
- Jean-Christophe Folly : Ruben
- Stéphane Pocrain : le prof d'économie
- Eriq Ebouaney : Blanchard
- Adèle Ado : la patronne du bar
- Cheikh Touré[réf. nécessaire] : le jeune serveur
- Mario Canonge : le pianiste

## Projet et réalisation

### Écriture du scénario

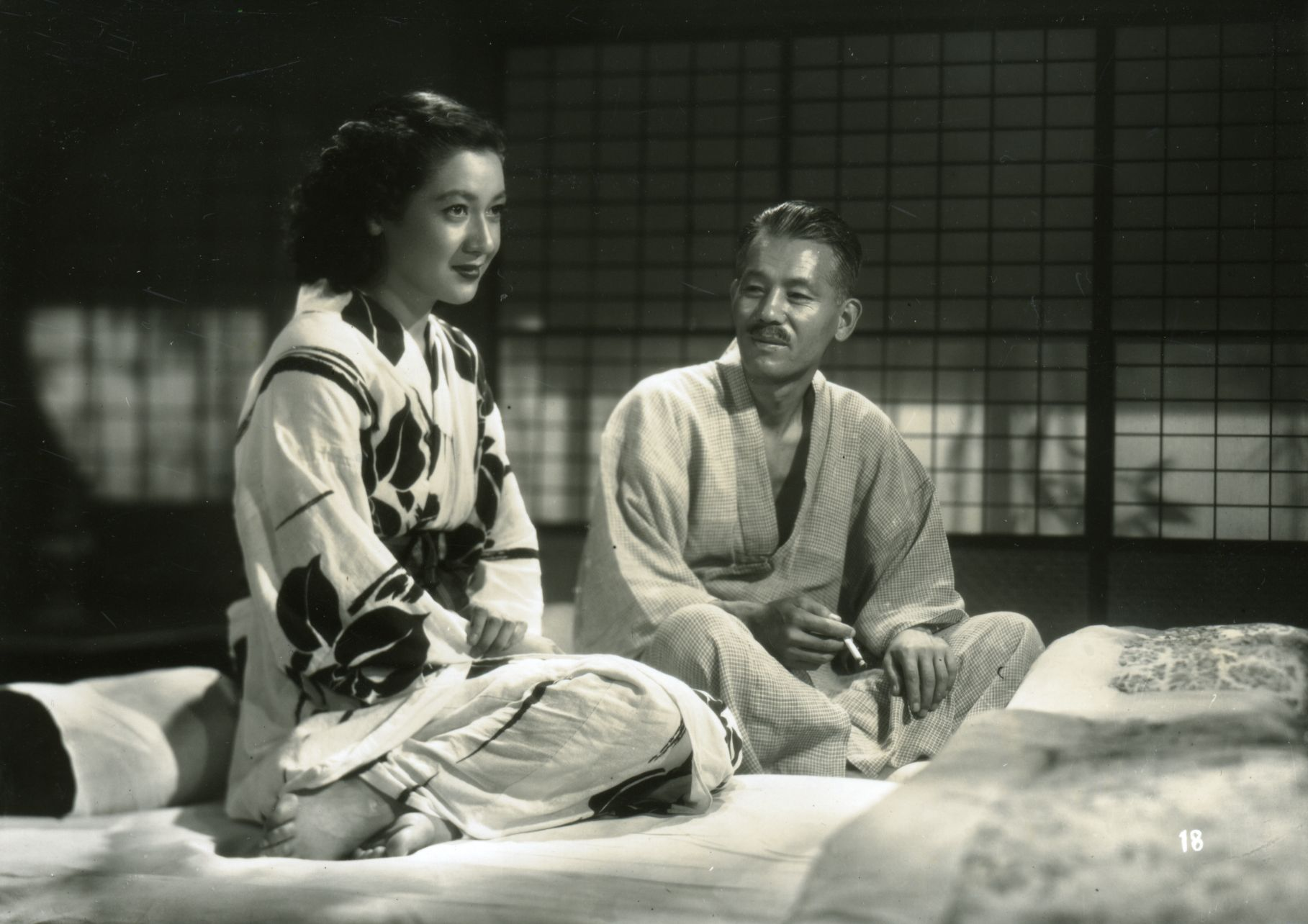
Père (Chishū Ryū) et fille (Setsuko Hara) dans Printemps tardif (1949) de Yasujirō Ozu, film d'inspiration pour 35 Rhums.

L'histoire de 35 Rhums s'inspire en grande partie de la relation familiale entre la mère de Claire Denis, fille unique, et son grand-père, veuf, d'origine brésilienne. L'histoire personnelle de sa famille a trouvé un écho cinématographique particulier dans deux films de Yasujirō Ozu — cinéaste japonais dont Claire Denis revendique une importante influence formelle pour sa composition des plans et des cadres — que sont d'une part Printemps tardif (1949) et d'autre part la scène de la robe entre la jeune mariée et son père dans Fin d'automne (1960), scène qui constitue pour la réalisatrice un élément fondateur de son envie de faire du cinéma et pour laquelle elle déclarait dès 1995 « être profondément bouleversée ». Ces éléments ont été au centre de l'écriture du scénario, faite avec Jean-Pol Fargeau son scénariste habituel, et de la réalisation de 35 Rhums.
Ce film est aussi un projet politique sur la description d'un certain milieu social, celui d'une famille antillaise de la classe moyenne non pas engluée dans les problèmes de la banlieue mais parfaitement intégrée à la société française dont elle constitue l'une des composantes et qui transcendante les questions de race ou de conditions sociales. L'écriture du scénario s'est faite à partir de 2004-2005 en parallèle avec celle d'un autre film, White Material, sorti finalement la même année.

### Tournage et montage

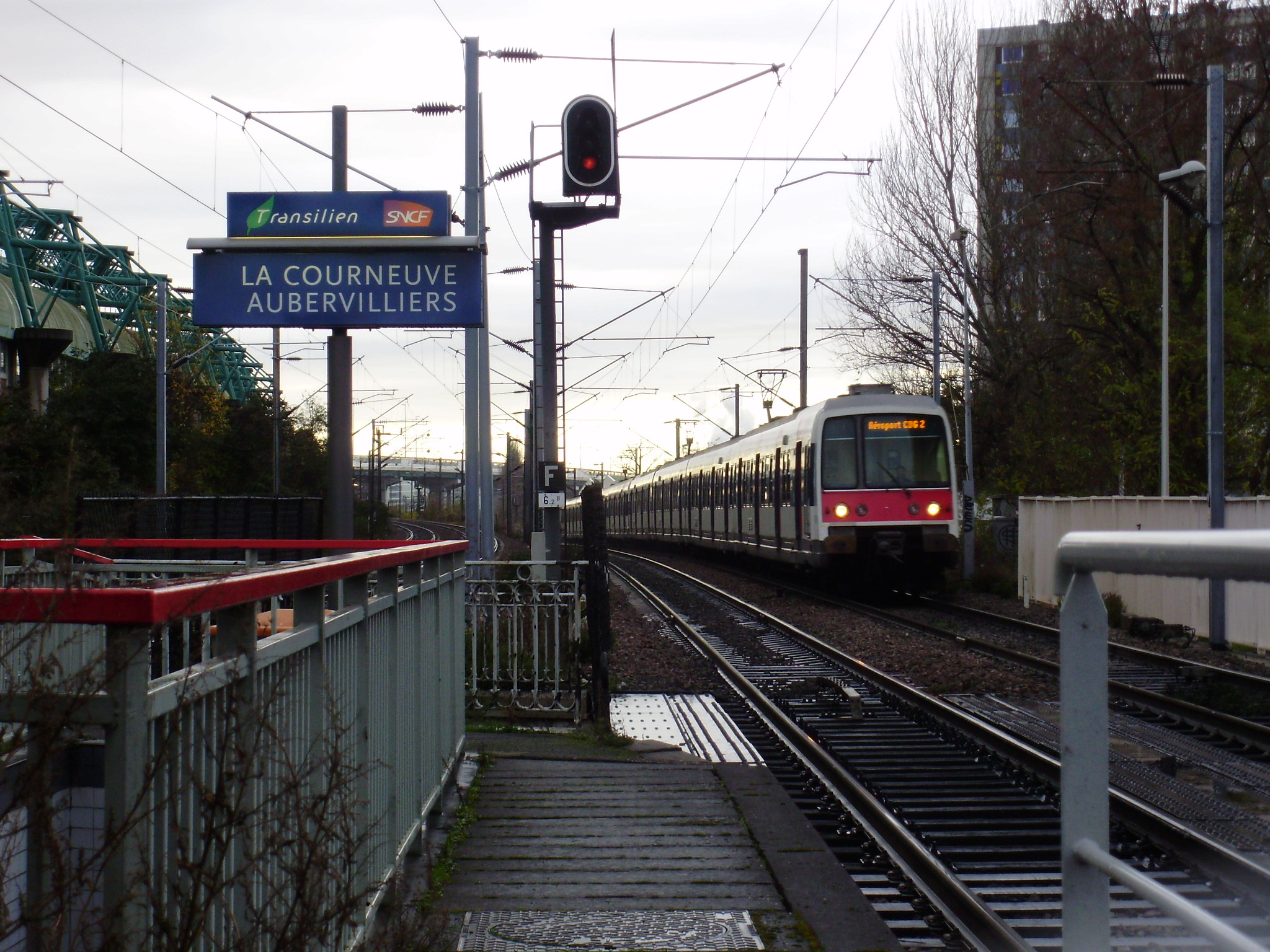
Un train de la ligne de RER B à La Courneuve.

Alors que la production devait initialement être financée par Humbert Balsan, le suicide de cette personnalité atypique du cinéma français entraine finalement une coproduction franco-allemande du film. Elle s'effectue principalement avec la société Soudaine Compagnie en collaboration avec Arte France Cinéma et Pandora Film Produktion qui abondent le budget total s'élevant à 3 599 757 euros nécessaires pour la réalisation de l'œuvre ; le projet a été en revanche rejeté par le Centre national de la cinématographie qui n'a pas voulu verser d'avance sur recettes. Le tournage s'effectue en six semaines en 2008 notamment sur le site de la gare de Paris-Nord et en particulier dans ses locaux techniques et sur la ligne du RER B dans son tronçon nord régi par la SNCF ; dans le groupe d'immeubles du 19-29 rue Cugnot du 18e arrondissement de Paris ; à Saint-Denis ; sur le site de l'université Paris VIII ; un aperçu de la rue de la Guadeloupe et de la rue de la Louisiane ; les berges du canal de l'Ourcq à Bobigny. La partie allemande du tournage est faite à Lübeck et sur les plages proches de la mer Baltique.
Le montage du film, réalisé de manière totalement contemporaine à White Material, fut un peu difficile pour Claire Denis qui finalement déclare avoir réussi à dissocier les deux œuvres considérant que « les films sont étanches, [...] ne déteignent pas l'un sur l'autre [et] au contraire, leur singularité se renforce ».

### Musique du film

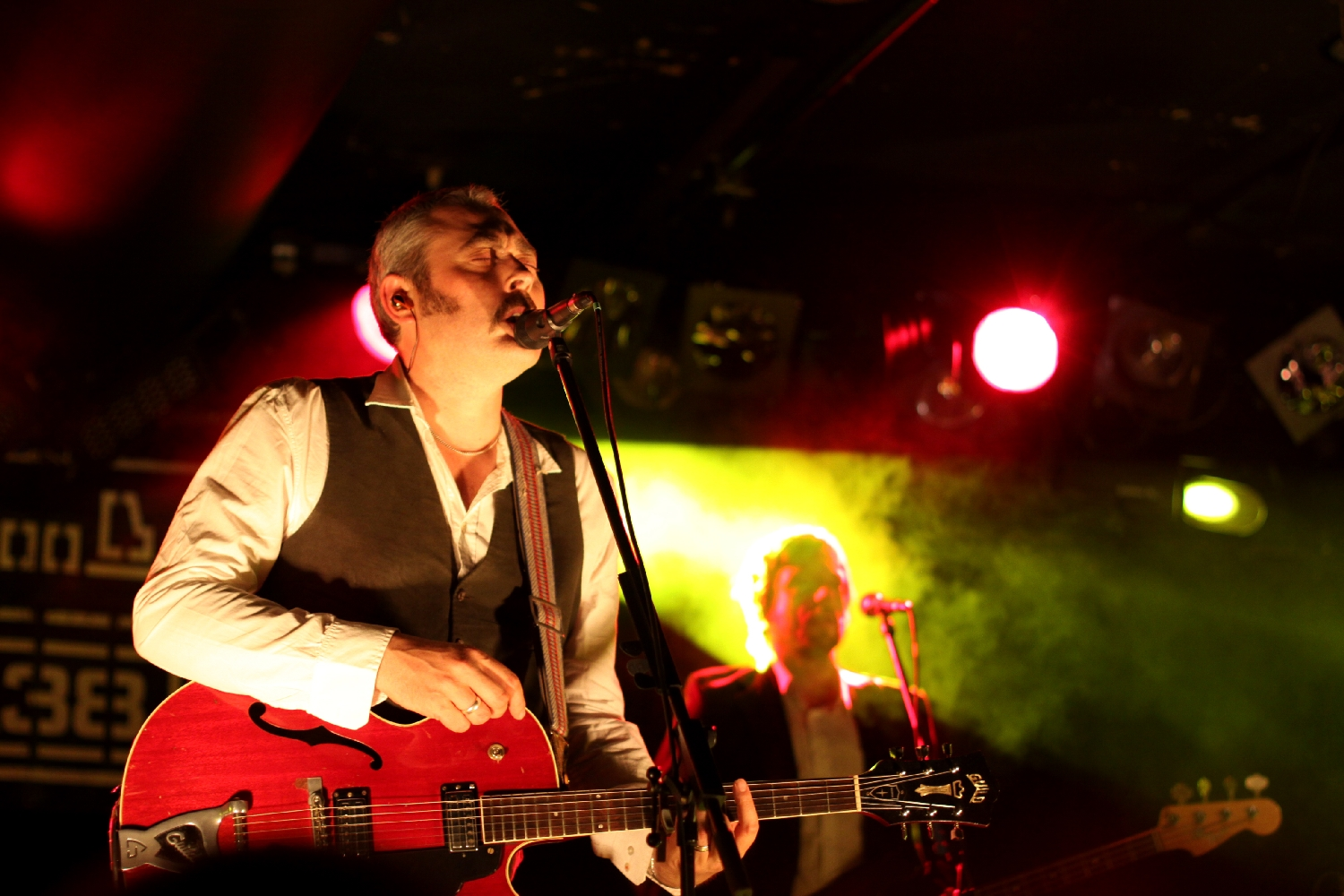
Stuart Staples et les Tindersticks en concert en 2012.

La composante musicale est une part importante de l'œuvre de la réalisatrice, qui pour ce film a demandé pour la quatrième fois à Stuart Staples et son groupe Tindersticks de composer les thèmes originaux. Stuart Staples est généralement très impliqué dans son travail avec Claire Denis, qui lui envoie le scénario traduit à l'avance, et assiste à quelques jours de tournage pour s'inspirer de l'ambiance du film avant d'en composer la bande originale. Pour 35 Rhums, il compose la partition sans être cette fois présent sur le tournage et propose sa musique pour illustrer la longue scène, muette, d'ouverture ; le résultat satisfait immédiatement la réalisatrice,. En revanche, l'utilisation de Nightshift des Commodores s'est imposée à Claire Denis sur le plateau au moment du tournage de la scène de danse.
Les musiques additionnelles utilisées dans le film sont :
- Can't Live Without You de Sophia George
- Nightshift des Commodores
- Merci bon Dieu d'Harry Belafonte
- Siboney de Ralph Thamar
- Lountami de Moulaye Diarra
- Imposter de The Mydolls
- Biguine pou F. Éboué de Mario Canonge
- Home de Basehead

## Réception du film

### Présentations festivalières et sorties nationales

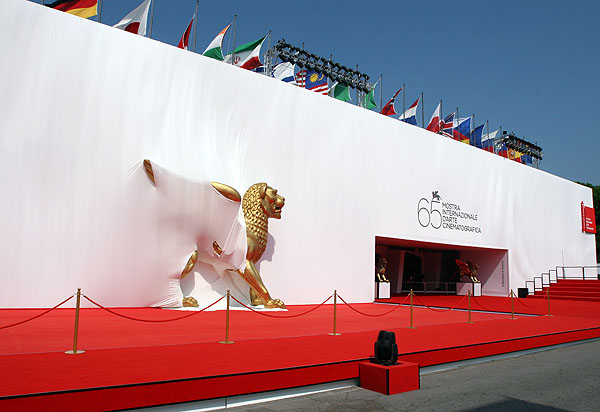
Entrée de la 65e Mostra de Venise.

35 Rhums est présenté pour la première fois au public le 31 août 2008 lors de la 65e Mostra de Venise mais hors compétition. Quelques jours plus tard, il est en compétition au Festival international du film de Toronto, puis au Festival international du film de Gijón où il reçoit le prix spécial du Jury. Sorti au cours de l'année 2009 dans différents festivals américains (festivals du film de San Francisco en avril, Los Angeles en juin et Saint Louis en novembre), il est, en 2010, placé à la troisième place des National Society of Film Critics Awards du « meilleur film en langue étrangère » sortis entre 2009 et 2010 aux États-Unis. Le film est présenté dans de très nombreux autres festivals européens, sud-américains, et asiatiques entre 2009 et 2010,.
Le film fait sa sortie généralisée sur grand écran le 18 février 2009 en France, à la même période que de nombreuses grosses productions françaises et internationales telles que LOL, L'Étrange Histoire de Benjamin Button, ou Gran Torino qui occupent alors la très grande majorité des écrans. Il réalise au cours de son exploitation en salles 48 188 entrées en France, 37 432 entrées en Grande-Bretagne, et 11 001 entrées aux Pays-Bas, pour un total de 111 347 entrées en Europe. Ces chiffres sont dans la moyenne basse des résultats des films de Claire Denis qui font généralement entre 110 000 et 240 000 entrées lors de l'ensemble de leur période d'exploitation en Europe, mais sont remarquables pour ce qui est des résultats à l'étranger qui regroupent plus d'entrées que dans le pays d'origine. En termes financiers, 35 Rhums réalise au cours de son exploitation 125 191 livres sterling et 177 511 dollars de recettes respectivement outre-Manche et outre-Atlantique,.

### Réception critique
Jean-Luc Douin, dans Le Monde, note que sous l'apparente simplicité et banalité du scénario s'attachant à décrire les relations et les « émotions cachées » de protagonistes ordinaires dans leur vie de tous les jours, Claire Denis sait créer « un réel hypnotique, un existentiel fantasmatique » au travers de son attachement à l'approche plastique de son film faite d'« étrangeté et de contemplation » touchant pratiquement à la forme du documentaire, faisant le parallèle avec le cinéma asiatique d'Hong Sang-soo, d'Hou Hsiao-hsien (dans Café Lumière) et surtout le travail d'Yasujiro Ozu qu'elle cite abondamment en forme d'hommage,. À ce titre, la scène du repas et de danse (sur la musique Nightshift des The Commodores) dans le bistro de banlieue fut tout particulièrement relevée. Sur la même ligne et utilisant pratiquement les mêmes mots, Serge Kaganski particulièrement enthousiaste dans Les Inrocks souligne « l’écriture fluide et sensuelle » de la réalisatrice qui « procède par coulées sensorielles, non-dits, ellipses, pointillés à combler, éclaircissements différés » dans « l'un de ses films les plus simples et limpides » sachant distiller de « l'émotion, de la beauté, de la mémoire cinéphile ». Le critique juge par ailleurs Alex Descas, notamment dans ce film, comme « l’un des acteurs les plus charismatiques du monde » rejoint en cela par Jean-Michel Frodon pour qui l'« intensité de la présence physique [de l'acteur] polarise l'image et les sensations » ou Jacques Mandelbaum pour qui à l'« évidence [...] Alex Descas est un des plus grands acteurs français ». Pour Positif, 35 Rhums est, comme souvent dans le travail de Claire Denis, un film sur le « lien » où « la délicatesse exigeante consiste à faire sentir l'évidence inentamée de l'amour entre [un père] et [sa fille] en l'amenant à sa rupture » grâce à « sa mise en scène convaincante ». Développant une analyse plus aboutie, Jean-Michel Frodon, dans les Cahiers du cinéma, considère que Claire Denis a la capacité à filmer « les lieux et les moments entre deux » : aube et crépuscules ; RER qui n'est ni un train ni un métro ; la banlieue qui n'est ni une grande ville ni la province aboutissant à une œuvre sur le « passage d'une situation à une autre » qui trouve un écho dans la relation qu'entretiennent les deux protagonistes principaux qui voit un père incitant sa fille à le quitter pour devenir une femme mariée. Sur la forme, le critique explique que la mise en scène a pour but « non pas la construction d'une ligne narrative, mais d'un volume » montrant scène après scène « les surfaces qui participent à un espace commun [...] sans expliquer les articulations » à la manière des danseurs qui « construisent l'espace par leur circulation et leur rapport à la musique », jugeant cette démarche unique dans le cinéma français.
Le film est également remarqué, par des études universitaires américaines, comme l'un des plus importants du cinéma d'auteur français contemporain (de la période 2000-2010) soulignant tout particulièrement le travail de montage sur la longue scène d'ouverture muette de sept minutes, la « beauté visuelle » et le « lyrisme » général de l'œuvre de la réalisatrice qui « préfère le chuchotement de la suggestion narrative aux représentations emphatiques ou procédés classiques, ». Lors du bilan cinématographique de l'année 2012, deux des six critiques du journal La Nación classent 35 Rhums dans la liste des dix meilleurs films étrangers sortis cette année-là en Argentine.
Globalement le film obtient d'excellents résultats dans les agrégateurs de critiques cinématographiques anglophones, avec 96 % de jugement favorables, avec un score moyen de 8⁄10 sur la base de 56 critiques collectées, sur le site Rotten Tomatoes. Sur le site Metacritic, il obtient un score de 92⁄100, sur la base de 17 critiques collectées.

## Distinctions

### Prix
| Année | Cérémonie ou récompense          | Prix                              | Catégorie / Lauréat(es) |
| ----- | -------------------------------- | --------------------------------- | ----------------------- |
| 2008  | Festival de Gijón                | Prix spécial du jury              |                         |
| 2010  | National Society of Film Critics | Meilleur film en langue étrangère | Troisième place         |

### Nominations
| Année | Cérémonie ou récompense | Nominations                                       |
| ----- | ----------------------- | ------------------------------------------------- |
| 2010  | Chlotrudis Awards       | Meilleur film                                     |
| 2010  | Chlotrudis Awards       | Meilleur réalisateur                              |
| 2010  | Chlotrudis Awards       | Meilleure cinématographie                         |
| 2010  | Chlotrudis Awards       | Meilleure distribution globale                    |
| 2010  | Prix Lumières           | Lumière du meilleur espoir féminin pour Mati Diop |